# Быргазова
Бырга́зова — деревня в Боханском районе Иркутской области России. Входит в состав Буретского муниципального образования. 

## География
Находится в месте слияния рек Быргазова и Шарагун (начало реки Буретской), в 6 км к северу от центра сельского поселения — села Буреть.

## Население
| 2002 | 2010 | 2011 | 2012 |
| ---- | ---- | ---- | ---- |
| 155  | ↘150 | →150 | ↗160 |

По данным Всероссийской переписи, в 2010 году в деревне проживало 150 человек (74 мужчины и 76 женщин).